# Петер Надаш
Петер Надаш (1942 г., Будапеща) е унгарски писател, драматург и есеист, носител на наградата „Кошут“.
Работил е като фоторепортер и журналист. Член-основател на Дигиталната литературна академия, а от 2000 г. член на Академията за литература и изкуство „Сечени“.

## Биография
Роден е на 14 октомври 1942 г. в Будапеща, в семейството на Клара Таубер и Ласло Надаш.
Между 1956 и 1958 г. учи в Химико-технологичния техникум „Лайош Петрик“, след което се обучава като помощник-фотограф от 1958 до 1961 г. От 1961 г. завършва двугодишния курс за журналисти на Националния съюз на унгарските журналисти (MÚOSZ). Между 1965 – 1967 г. е студент по философия във Вечерния университет по марксизъм-ленинизъм, но не полага държавен изпит.
Междувременно, от 1961 до 1963 г. е фоторепортер на женското списание „Ньок лапя“, а от 1965 до 1969 г. е сътрудник на „Пещ медеи хирлап“ (Окръжен вестник на Пеща). От 1969 г. е писател на свободна практика. През 1974 г. е стипендиант в Хумболтовия университет, където посещава предимно лекции за историята на Бел епок. От 1974 до 1979 г. е редактор на педагогическото списание „Дермекюнк“ („Нашето дете“). През 1980 – 1981 г. е лектор в театър „Кишфалуди“ в Дьор. През 1989 – 1990 г. е постоянен сътрудник на списание „Мадяр Напло“ („Унгарски дневник“). През 1993 г. Надаш претърпява няколко сърдечни операции, в резултат от инфаркт.
На 13 юни 2006 г. е избран за член на Берлинската академия на изкуствата. От същата година е член и на настоятелството на наградата „Петер Балаша“.
През 2015 г., в Деня на унгарската драма, творчеството му е отличено с наградата „Ерньо Сеп“.

## Творби (преведени на български език)
- „Краят на един семеен роман“ /Egy családregény vége/ Изд. Сонм, 2008 г., (в превод на Светла Кьосева)
- „Направи ми жертвеник от пръст. Избрани есета“ /Földből csinálj nékem oltárt/ Изд. Сонм, 2006 г., (в превод на Светла Кьосева)
- „Собствена смърт“ /Saját halál/ Изд. Алтера, 2011 г., (в превод на Николай П. Бойков)
- „Солта на живота“ /Az élet sója/ Изд. СОНМ, 2020 г., (в превод на Светла Кьосева)